# Стела Балтова
Стела Иванова Балтова е български политик и доцент, служебен министър на туризма в правителството на Огнян Герджиков.

## Биография
Родена е през 1961 г. в Ямбол. Завършва средно образование в Сливен в гимназията с преподаване на френски език „Захари Стоянов“. Завършва Висшия химикотехнологичен институт в София със специалност „Технология на полимери, текстил и кожи“ през 1988 г. Допълнително е учила в Университета на Северен Елзас, Франция. Магистър е по дигитален маркетинг. От 2002 до 2005 г. е икономически съветник, а след това и ръководител на Службата по търговско-икономически въпроси на българското посолство в Дания. След това работи в дирекция „Външноикономическа политика“ на Министерство на икономиката и енергетиката. От 2007 до 2009 г. е заместник-председател на Държавна агенция по туризъм. Доцент по икономика на бизнес услугите. Преподава в Международното висше бизнес училище – Ботевград. Между 27 януари и 4 май 2017 г. и от 12 май 2021 г. е служебен министър на туризма.